# Zombory család
A zombori és bodonlaki Zombory család egy 1092-ig visszavezethető eredetű nemesi család a Rátót nemzetségből, neve a Zemplén-megyei Mezőzombor településre utal. A XVI. század végén II. Zombory Márton kezdi el használni a zombori mellett a bodonlaki előnevet is, mely a mai Szlovákia területén fekvő Bodonlaka településre utal.

## Címere
A család címere „álló csücskös alaprajzú pajzs kék mezejében lebegő arany koronára helyezett fekete sasszárnyak jobb oldalijából kinyúló páncélos alsókar markában aranymarkolatú görbe kardot, a balszárnyból az előbbivel szemben kinyúló, ugyancsak páncélos kar markában szárnyas végén átfogott, hegyével felfelé álló ezüst nyilat tart. A pajzson lévő szembefordított koronás nyílt lovagsisak dísze: a pajzsbeli alak. A sisak takarója: jobbról kék-arany, balról vörös-ezüst.”
A címer a kékedi Melczer-kastély főbejárata felett látható.

## Eredete
A család őse Rathold, aki Olivér bátyjával együtt Könyves Kálmán meghívására 1092-ben költözött Magyarországra az apuliai Caeserta városából. Nagy kiterjedésű jószágok birtokába jutott, később nemzetségének tagjai évszázadokon keresztül magas udvari, közjogi és katonai méltóságokat viseltek.